# Persbylånga
Persbylånga är en bebyggelse norr om Upplanda i Tierps kommun i Uppsala Län. Mellan 2015 och 2018 räknades Persbylånga som en småort efter att tidigare ha ingått i tätorten Upplanda,, och från 2018 i tätorten Örbyhus.